# 赣韶铁路
赣韶铁路，又称韶赣铁路，起自京九铁路赣州国际港站（属赣州市），终到韶关东站与京广铁路接轨，全长194公里，其中正线长179公里（广东省境内116公里、江西省境内62公里）。全线设旗口、新城、青龙、大余、莲花村、里东圩、南雄、古市、马市、始兴、营下、丹霞山、长坝、腊石坝等14个车站，设车站14座。列车设计时速160公里，为国家I级单线电气化铁路预留复线和200公里时速的提速条件。项目总投资61.8亿元。该铁路项目由铁道部和江西省、广东省出资建设，它是连接京九和京广两大南北铁路干线的重要联络线。已于2009年3月21日动工兴建，原计划预计2013年10月竣工通车。后因铁道部建设资金紧张停工数月。2014年9月30日开通运营。2015年1月1日大余站办理客运服务。
赣韶铁路是京广线和京九铁路的连接线。它的建设将大大改善粤北和赣南地区目前只有公路运输交通运输条件和环境，促进区域间的资源开发和经济发展。赣韶铁路由赣州国际港站（含）至韶关东站（含），新建正线全长179.071km（江西省境内60.523km，广东省境内118.548km）。
赣韶铁路设计主要输出货物为石油、铁矿石以及高栏港、南沙港中转到内地的集装箱等大宗货物；输入货物主要为集装箱以及钢铁、建材、水泥等原材料，大宗品类主要有集装箱、非金属矿石等，一般不运输除石油外的其他化工品。

## 建设意义
赣韶铁路早在1995年就进行了线路方案研究，规划了赣韶铁路通道。沿线绝大多数居民盼望早日修建赣韶铁路，改善沿线交通条件，对本工程建设带来的环境问题予以理解。
本工程的修建将对优化和完善沿线地区交通运输结构，促进沿线矿产资源、旅游资源的开发，带动沿线革命老区经济的进一步发展，构建和谐社会等将起到积极的推动作用；对于完善华南地区铁路网布局，扩大路网覆盖面，构筑华南、西南地区出海通道建设。本工程符合铁路“十一五”规划，贯通方案符合沿线城市整体规划、环境保护规划，虽然工程的建设会增加沿线地区的污染负荷，但新增污染物很少，通过采取一系列的环境污染防治措施和管理手段，可将环境污染和生态破坏降低到最低程度。从环境保护角度出发，本工程是可行的。
（1）完善地方交通结构，带动沿线地区经济发展
项目区域交通运输结构不合理，运输方式单一，仅依靠公路运输与外界交流，制约了地方经济的发展。赣韶铁路的建设对优化和完善沿线地区交通运输结构，提高老区人民的生活水平，构建和谐社会等将起到积极的推动作用。
（2）完善铁路网，客货合理分流
赣韶铁路的建设，对于完善华南地区铁路网布局，扩大路网覆盖面，构筑华南、西南地区出海通道，加强沿海发达地区向内地辐射力度，增强京九、京广等干线间的联系，增加路网运输的机动灵活性等均具十分重要的意义和作用。
赣韶铁路复线项目已列入《国务院关于支持赣南等原中央苏区振兴发展的若干意见》。因此，江西省铁路规划将赣韶铁路增建二线列入远期规划。